# مته، خیبر پختونخوا
مته (به انگلیسی: Math) یک منطقهٔ مسکونی در پاکستان است که در خیبر پختونخوا واقع شده‌است. مته ۱٬۰۸۳ متر بالاتر از سطح دریا واقع شده‌است.